# Saračanská jezera
Saračanská jezera (bělorusky Сарачанскія азёры) nebo Saračanská skupina jezer (bělorusky Сарачанская група азёр) je skupina jezer v Bělorusku, která se nachází na území Astravěckého rajónu Hrodenské oblasti, v povodí řeky Vilija. 
Celková plocha jezer činí 4,3 km², celková plocha povodí jezer je 180 km². Jezera mají společné ledovcové údolí o délce více než 20 km. Údolí se vytvořilo v důsledku tání paazjorského ledovce a činností, které poté následovaly. Kolem jezer se rozkládá rozmanitá krajina: morénní vysočiny se střídají s bažinatými nížinami. Podél jezer se táhnou eskerové hřebeny, je zde i velké množství kamenitých vrchů porostlých lesy.
Jsou zde jezera charakteristická mělkým dnem (maximální hloubka nepřekračuje 6 m) a středně hlubokým dnem (hloubka dosahuje maximálně 21 metrů). 
K mělkým jezerům patří Kljevěl, Vjerabji, Bělaje, Turavějskaje, Haladzjanka. Ty mají jednoduchou strukturu podloží, litorální zóna těchto vodních ploch je písčitá a dosahuje šířky 50–70 metrů a pak postupně přechází v zónu hlubokých vod, která je charakterizována saprapelem. Mělká jezera jsou značně zarostlá a vegetační pásmo má šířku 40–200 m. Jezero Kljevěl je zarostlé po celé své ploše. 
Jezera se střední hloubkou mají úzké pobřeží, části s hlubokými vodami mají podloží z sapropelu. Tato jezera jsou mírně zarostlá a šířka porostu na březích nepřesahuje 30 m. 
Přes většinu Saračanských jezer protéká řeka Kljevěl. Z Turavějského jezera vytéká řeka Saračanka. Jezera Jodzi, Hulběza a Věrabi jsou vzájemně propojena a mají soutok v řece Strača.

## Jezera
|  | Tumskaje              |  | Jodzi                |
|  | Věrabi                |  | Kajmin (Kajminskaje) |
|  | Turavějskaje (Turavě) |  | Bělaje vozjera       |
|  | Haladzjanka           |  | Zalaŭskaje vozjera   |
|  | Hulběza               |  | Baranskaje vozjera   |
|  | Halodna (Halubinaje)  |  | Kljevěl (Klěvěj)     |